# Karlshagen
Karlshagen ist ein Ostseebad im Landkreis Vorpommern-Greifswald in Mecklenburg-Vorpommern. Die Gemeinde wird vom Amt Usedom-Nord mit Sitz in Zinnowitz verwaltet.

## Geografie
Karlshagen liegt im Norden der Insel Usedom zwischen Trassenheide und Peenemünde.

## Geschichte

### Bis 1900
In Folge des Aufblühens der Kolonie Hammelstall (später Trassenheide) wurde die zugehörige Fischerkolonie, das spätere Karlshagen, 1829 mit 27 Wohnstellen ausgesondert. Den Namen Carlshagen erhielt der Ort 1836 mit der urkundlichen Ersterwähnung, wobei der Namen zu Ehren des Stettiner Regierungsrates Carl Triest gewählt wurde, der sich um die Selbstständigkeit der Ansiedlung verdient gemacht hatte.
War in dem PUM (Preußisches Urmesstischblatt) von 1835 am Weg nach Peenemünde nur ein halbes Dutzend Gebäude zu erkennen, so war die Ansiedlung Karlshagen im Messtischblatt (MTB) 1880 beträchtlich angewachsen. Vom Friedhof bis zum „Forsthaus Scheide“ war entlang der Straße ein geschlossener Ort mit Abzweigungen in Richtung Peenestrom eingetragen. Am Strand waren nur die Bootsstelle und die Schuppen der Fischer, aber auch schon eine Gaststätte „Strandhalle“, sowie ein Damen- und ein Herrenbad vorhanden.
Um 1865 hatte der Ort 307 Einwohner, die überwiegend vom Fischfang lebten.
1885 entstand in Karlshagen eine Seebrücke. 1912 erhielt der Ort eine eigene Kirche.

### 1900 bis heute

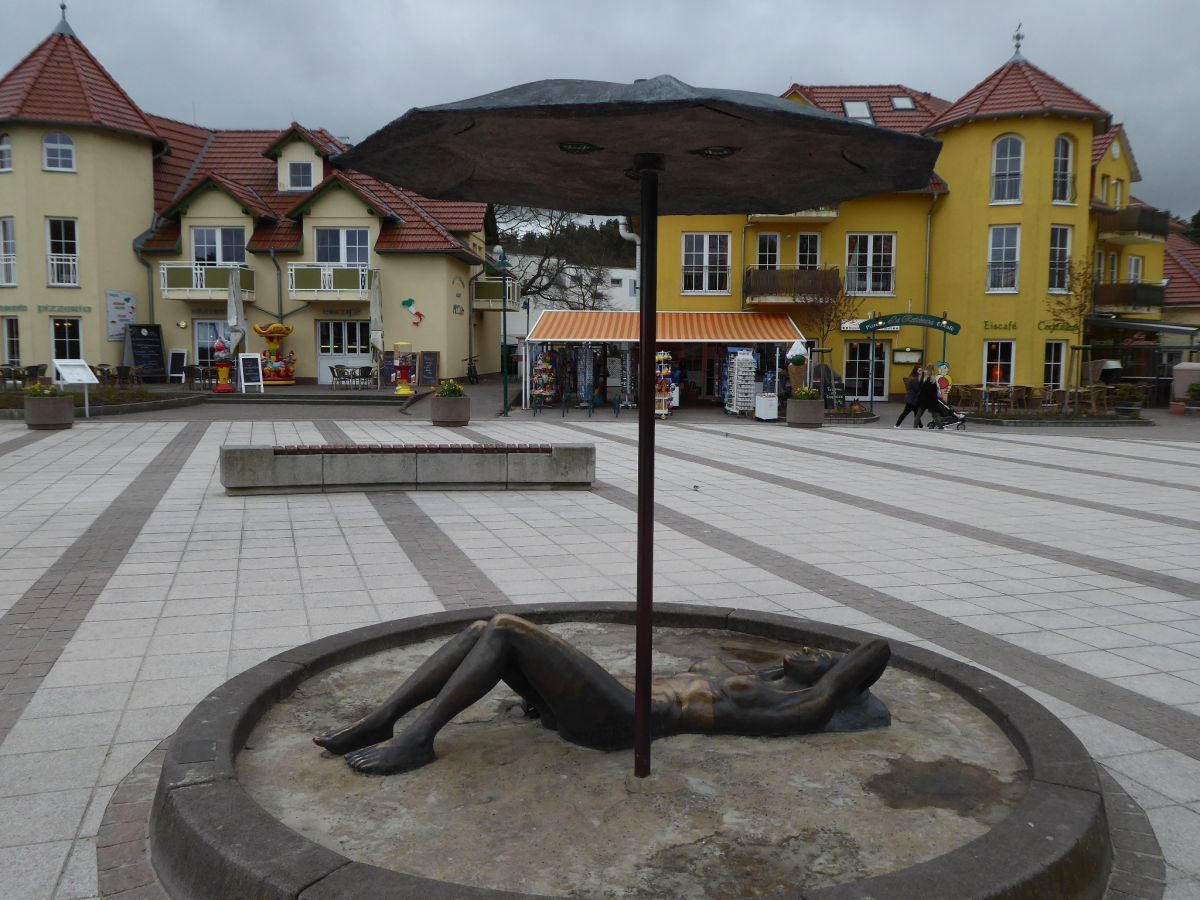
Strandpromenade

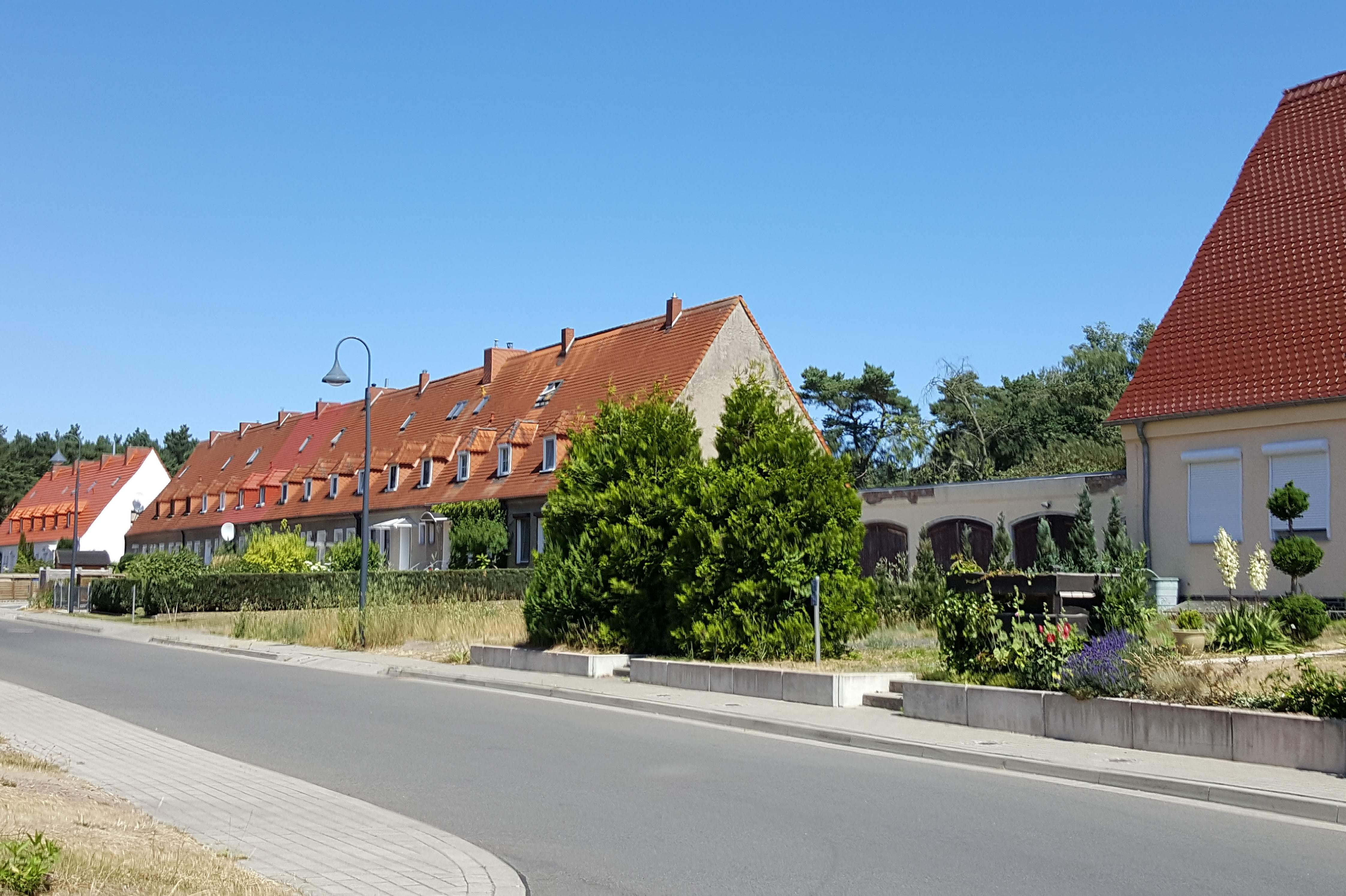
Ehemalige Werksiedlung der Peenemünder Versuchsstellen

Nach dem MTB 1920 verdichtete sich die Besiedlung Karlshagens an der Straße und in Richtung Peenestrom weiter, es befanden sich fast alle Bauten südlich der Straße, lediglich die neu erbaute Kirche befand sich nördlich davon. Erst nach 1990 ist jenseits des Waldes und der breiten Dünenlandschaft am Strand ein als „Seebad Karlshagen“ bezeichneter Ortsteil entstanden.
Karlshagen lag von 1939 bis 1945 im Sperrgebiet der Heeresversuchsanstalt Peenemünde (HVP). In den 1930er Jahren wurde eine Wohnsiedlung („Peenemünde II“) für die Führungskräfte, Wissenschaftler, Techniker und Arbeiter der Peenemünder Versuchsstellen errichtet. Obwohl die Siedlung zum größten Teil bei den Luftangriffen in den Jahren 1943/44 zerstört wurde, sind noch einige Straßenzüge mit den Häusern erhalten. Zwischen dem nördlichen und südlichen Siedlungsteil verliefen die Straße und die Bahnlinie nach Peenemünde. Dort befand sich der Bahnhof Karlshagen-Siedlung. Dieser war mit beiden Siedlungsteilen durch einen langen befestigten Tunnel verbunden, der auch als Luftschutzbunker diente. Hier verkehrten S-Bahn-Züge in dichtem Takt zwischen Karlshagen und Peenemünde. Auch das Wehrmachtslager und die Gefangenenlager waren mit der S-Bahn erreichbar.
Während des Zweiten Weltkrieges gab es im Sperrgebiet mehrere Zwangsarbeiterlager. Das waren im Wesentlichen in der Peenestraße in Karlshagen ein „Polenlager“, ein Kriegsgefangenenlager für sowjetische und zeitweise französische Gefangene und ein Ostarbeiterlager sowie zwischen Karlshagen und Trassenheide das Gemeinschaftslager Trassenheide, in dem neben deutschen, italienischen und niederländischen Vertragsarbeitern auch hunderte Ukrainer und Polen („Polenlager II“) untergebracht waren.:40 Im eigentlichen Heeresgutsbezirk Peenemünde befanden sich ab 1943 zudem zwei Außenlager des KZ Ravensbrück mit KZ-Häftlingen.:42 Einige von ihnen starben beim Bombenangriff auf Peenemünde und Karlshagen am 18. August 1943 (Operation Hydra). Die Bombenangriffe auf Karlshagen hatten eigentlich das Ziel, die wissenschaftliche Elite der HVP auszuschalten. Insgesamt starben bei den Angriffen am Boden mindestens 703 Menschen, die meisten davon waren aber Frauen, Kinder und einfache deutsche Arbeiter. Am 21. August 1943, wurden 333 namentlich bekannte Bombenopfer auf dem neuen Ehrenfriedhof Karlshagen offiziell beigesetzt. Die getöteten 131 ausländischen Arbeiter, die toten 16 KZ-Häftlinge und die 66 nicht identifizierten Personen hatte man bereits vorher in einem Massengrab auf dem Friedhof beigesetzt. Nach dem Krieg errichtete man neben der Friedhofshalle einen Gedenkstein für die 213 im Massengrab beerdigten ausländischen Arbeiter und KZ-Häftlinge.:111

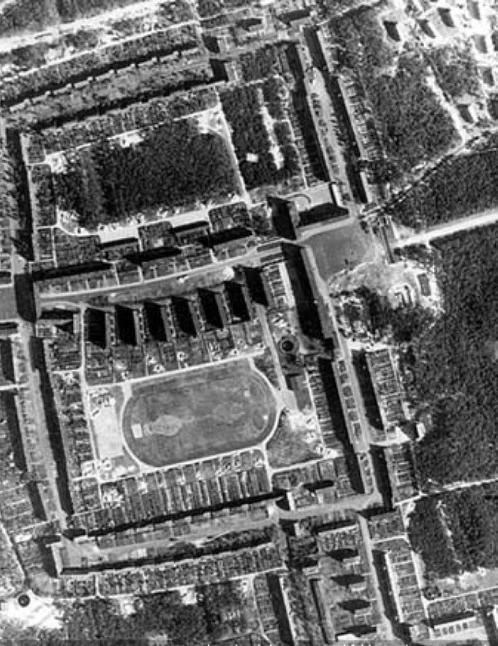
Wohnsiedlung der HVP vor der Bombardierung 1943
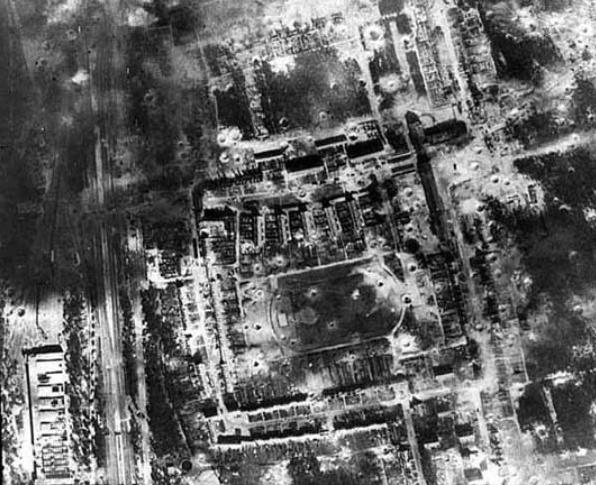
Wohnsiedlung der HVP nach der Bombardierung 1943
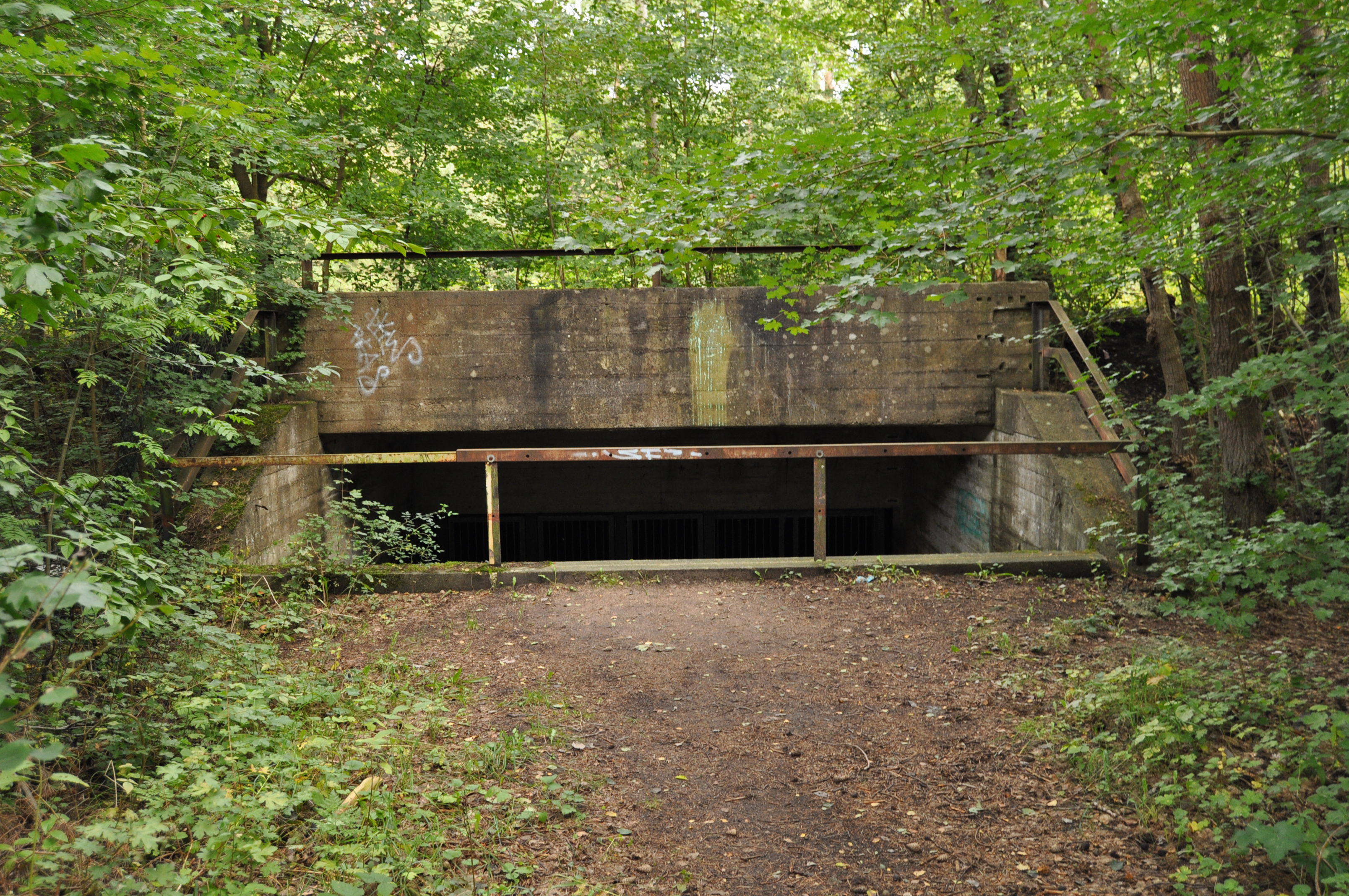
Bahnhofstunnel und Luftschutzbunker
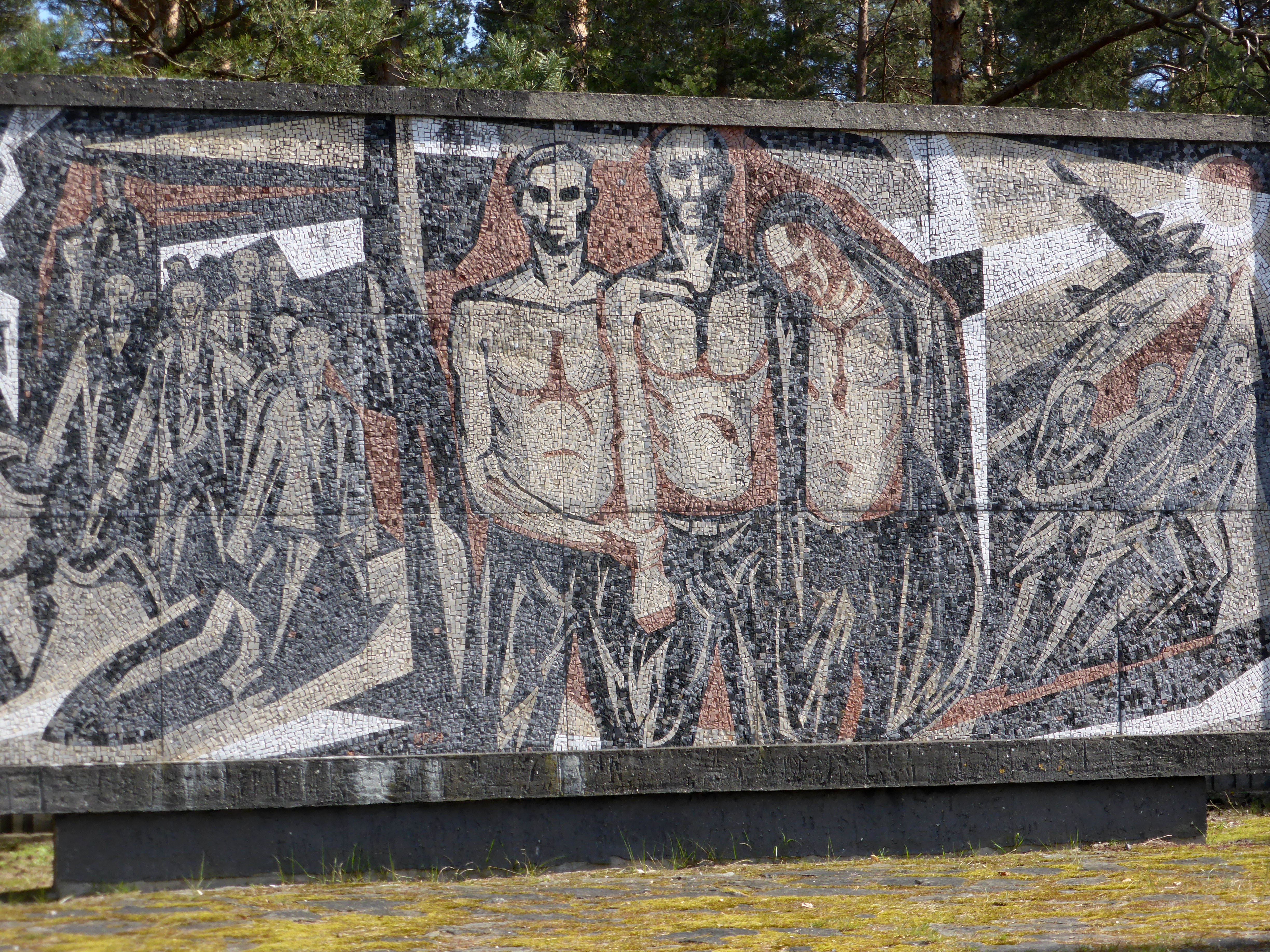
Mahn- und Gedenkstätte Karlshagen
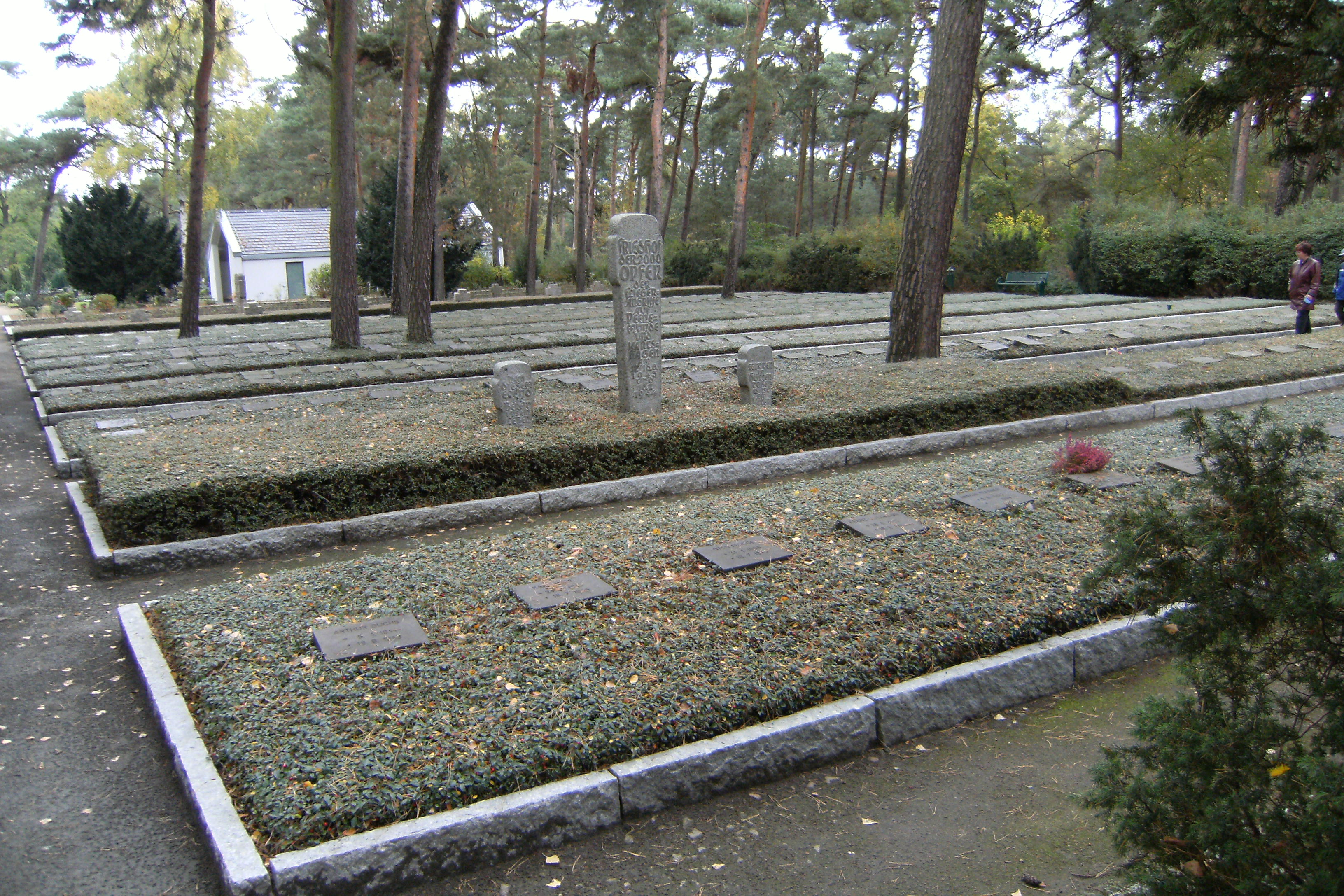
Gräberfelder in der Mahn- und Gedenkstätte

Eine Mahn- und Gedenkstätte für Kriegsgefangene, KZ-Häftlinge und Zwangsarbeiter, die für den Bau der V1- und V2-Raketen im nahen Peenemünde eingesetzt wurden, befindet sich seit 1971 unweit des Ortsausgangsschildes in Richtung Trassenheide.
Zu SBZ- und DDR-Zeiten war das Gebiet nordwestlich von Karlshagen einschließlich des Dorfes Peenemünde weiterhin Sperrgebiet, zuerst der Sowjetarmee und danach der NVA. Der Schlagbaum mit der Wache 1 befand sich am nordwestlichen Ortsausgang von Karlshagen, dort, wo er auch zu Zeiten der HVP lag.
Bis zur Wende befand sich im Südosten Karlshagens bei Trassenheide eines der größten Kinderferienlager der DDR. Die Fläche wurde mit einem Kurzentrum neu erschlossen.
Karlshagen ist seit dem Jahr 1997 wieder staatlich anerkannter Erholungsort, und im Jahr 2001 erfolgte die Ernennung zum „Ostseebad Karlshagen“.
Karlshagen gehörte seit seiner Gründung zur preußischen Provinz Pommern und war von 1818 bis 1945 Teil des Landkreises Usedom-Wollin. Von 1945 bis 1952 bildete der nach dem Zweiten Weltkrieg bei Deutschland verbliebene Teil des Landkreises den Landkreis Usedom, der 1952 im Kreis Wolgast im Bezirk Rostock aufging. Die Gemeinde gehört seit dem Jahr 1990 zum Land Mecklenburg-Vorpommern und seit dem Jahr 1994 zum Landkreis Ostvorpommern. Dieser ging 2011 im Landkreis Vorpommern-Greifswald auf.

## Bevölkerung
| Jahr | Einwohner |
| ---- | --------- |
| 1990 | 3778      |
| 1995 | 3209      |
| 2000 | 3016      |
| 2005 | 3116      |
| 2010 | 3145      |
| 2015 | 3184      |

| Jahr | Einwohner |
| ---- | --------- |
| 2020 | 3219      |
| 2021 | 3216      |
| 2022 | 3218      |
| 2023 | 3191      |

Stand: 31. Dezember des jeweiligen Jahres

## Politik

### Gemeindevertretung
Die Gemeindevertretung von Karlshagen besteht aus 14 Mitgliedern. Die Kommunalwahl am 9. Juni 2024 führte bei einer Wahlbeteiligung von 65,9 % zu folgendem Ergebnis:
| Partei / Wählergruppe                                | Stimmenanteil 2019 | Sitze 2019 |  | Stimmenanteil 2024 | Sitze 2024 |
| ---------------------------------------------------- | ------------------ | ---------- |  | ------------------ | ---------- |
| Miteinander Karlshagen gestalten (MKg)               | –                  | –          |  | 56,6 %             | 8          |
| Die Linke                                            | 31,4 %             | 4          |  | 18,4 %             | 3          |
| Wählergemeinschaft „Initiative für Karlshagen“ (WIK) | 23,4 %             | 3          |  | 13,9 %             | 2          |
| Bürger für Karlshagen (BfK)                          | 20,5 %             | 3          |  | 07,6 %             | 1          |
| Einzelbewerber Nicky Henck                           | –                  | –          |  | 03,5 %             | –          |
| Einzelbewerber Sven Käning                           | 21,9 %             | –          |  | –                  | –          |
| SPD                                                  | 02,8 %             | 1          |  | –                  | –          |
| Insgesamt                                            | 100 %              | 11         |  | 100 %              | 14         |

Bei der Wahl 2019 entsprach der Stimmenanteil von Sven Käning drei Sitzen. Er kandidierte sowohl als Gemeindevertreter als auch als Bürgermeister. Da er die Wahl zum Bürgermeister annahm, blieben alle drei Sitze in der Gemeindevertretung unbesetzt.

### Bürgermeister
- 1991–1994: Ewald Bluhm
- 1994–2014: Marlies Seiffert (Die Linke)[9]
- 2014–2019: Christian Höhn (Initiative für Karlshagen)[10]
- seit 2019: Sven Käning

Käning wurde in der Bürgermeisterstichwahl am 16. Juni 2019 mit 60,2 % der gültigen Stimmen gewählt. Er wurde am 9. Juni 2024 mit 74,2 % der gültigen Stimmen in seinem Amt bestätigt. Seine Amtsdauer beträgt fünf Jahre.

### Wappen
| Wappen von Karlshagen | Blasonierung: „Geteilt durch einen Wellenschnitt; oben in Blau eine linksfliegende silberne Möwe mit goldenem Schnabel; unten in Silber ein blaues Fischernetz.“ |
| Wappen von Karlshagen | Wappenbegründung: In dem Wappen soll mit dem Wellenschnitt und der Möwe die Lage des Badeortes an der Ostsee versinnbildlicht werden. Das Fischernetz nimmt zum einen Bezug auf den Ursprung des Ortes, die Fischerkolonie, zum anderen auf die Fischerei, den einstigen Haupterwerbszweig der Einwohner. Mit der Tingierung wird auf die Zugehörigkeit der Gemeinde zum Landesteil Vorpommern verwiesen. Das Wappen wurde von Roland Bornschein (Wismar) gestaltet. Es wurde am 2. Februar 1999 durch das Ministerium des Innern genehmigt und unter der Nr. 180 der Wappenrolle des Landes Mecklenburg-Vorpommern registriert. |

### Flagge

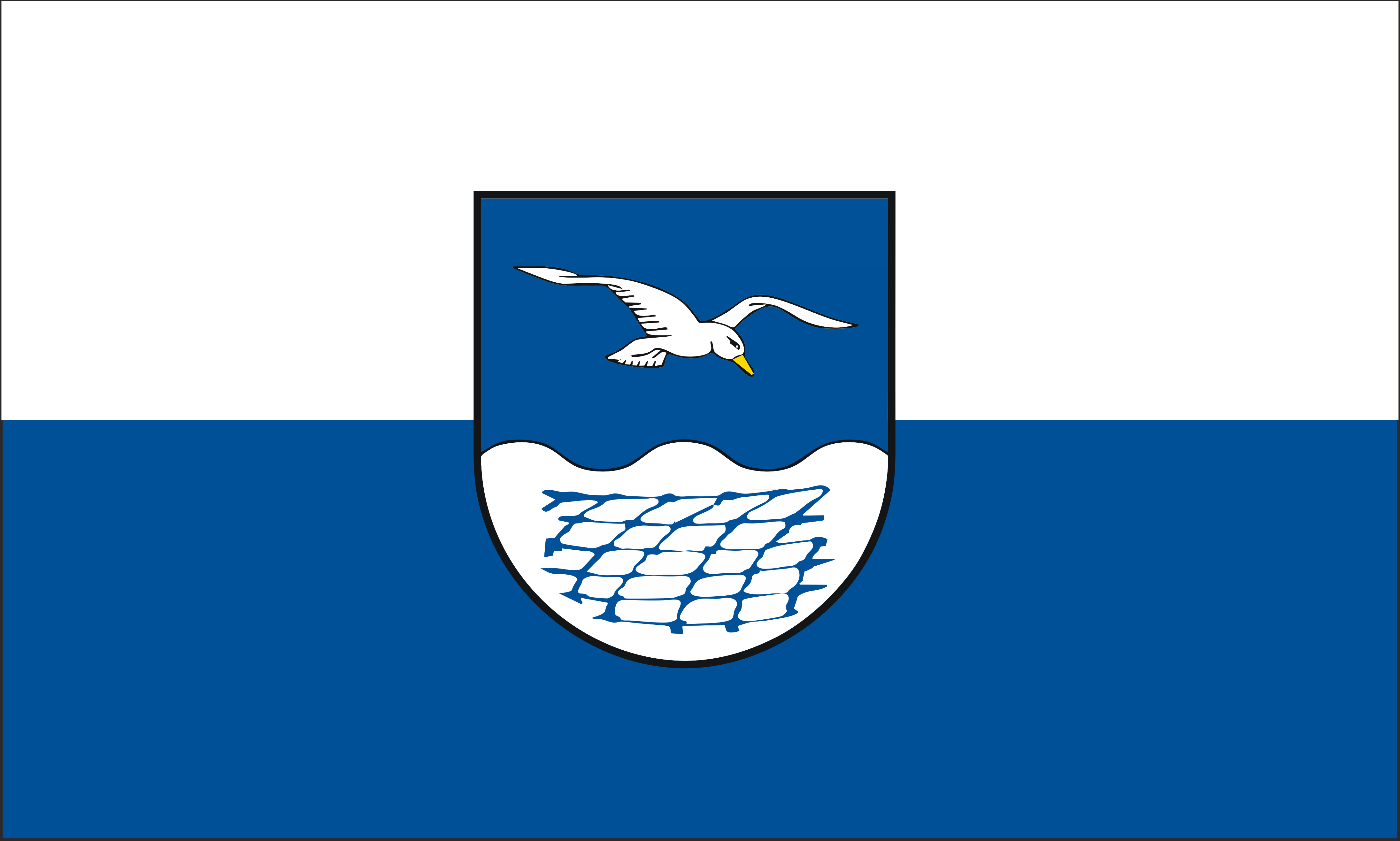
Flagge der Gemeinde Karlshagen

Die Flagge ist gleichmäßig längs gestreift von Weiß und Blau. In der Mitte des Flaggentuchs liegt, auf jeweils zwei Drittel der Höhe des weißen und blauen Streifens übergreifend, das Gemeindewappen. Die Höhe des Flaggentuchs verhält sich zur Länge wie 3:5.

### Dienstsiegel
Das Dienstsiegel zeigt das Gemeindewappen mit der Umschrift „GEMEINDE OSTSEEBAD KARLSHAGEN“.

## Sehenswürdigkeiten

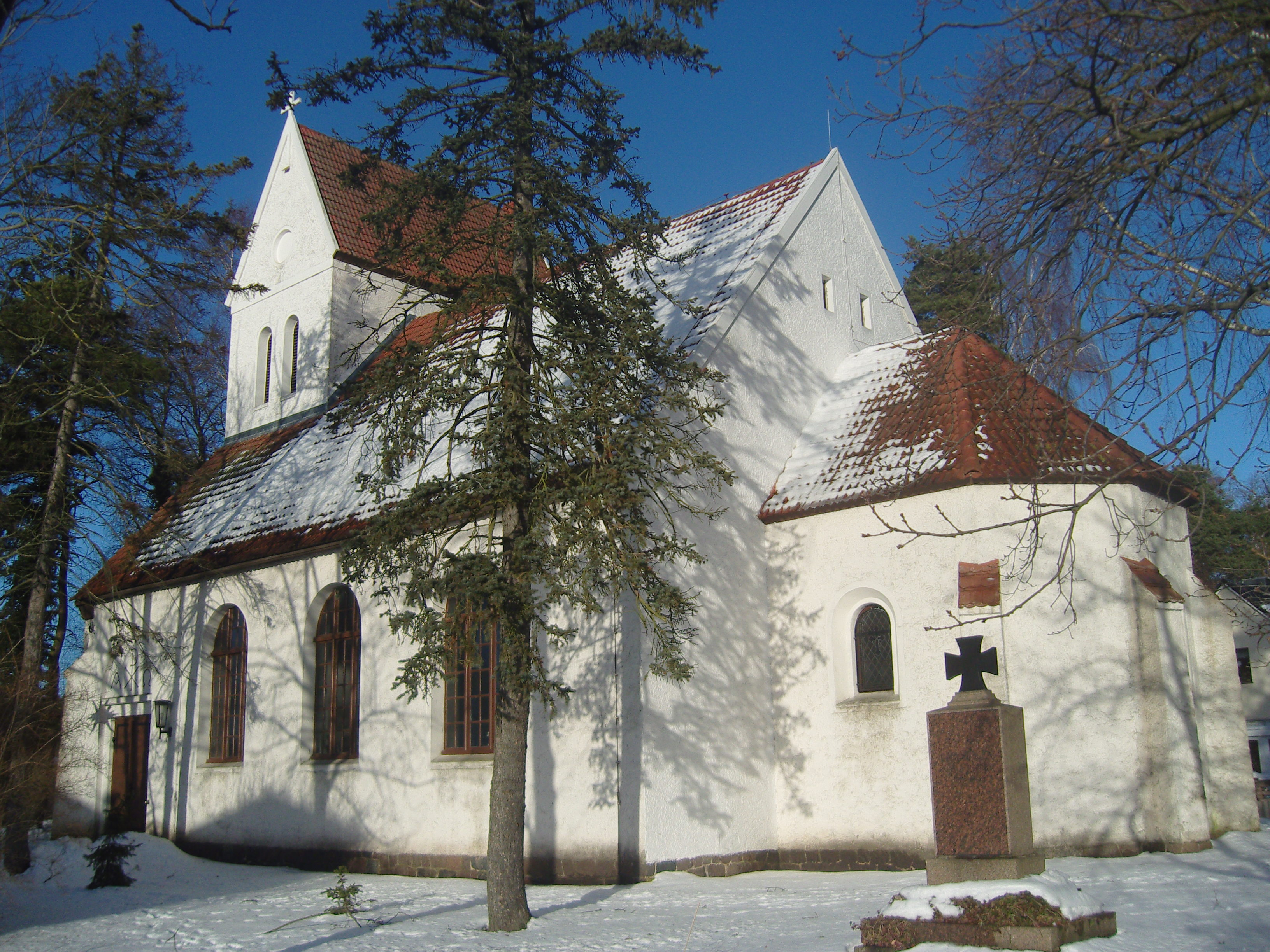
Kirche Karlshagen

- Kirche Karlshagen; die evangelische Kirchgemeinde ist seit März 2009 Mitglied der Nagelkreuzgemeinschaft, die aus der Aktion des Nagelkreuzes von Coventry entstanden ist[16]
- Promenadenplatz mit Konzertpavillon und zentraler Bronzeplastik
- Mahn- und Gedenkstätte Karlshagen zur Erinnerung an die Opfer des Zweiten Weltkriegs und an das Schicksal der in Peenemünde internierten KZ-Häftlinge
- Hafen Karlshagen mit Hotel und gastronomischen Einrichtungen

## Wirtschaft und Infrastruktur

### 110-kV-Leitung
Zwischen Peenemünde und Karlshagen überquert eine zweikreisige 110-kV-Drehstrom-Freileitung den Peenestrom, deren 75 Meter hohe Masten weit sichtbar sind. Die Leitung wurde Anfang der 1950er Jahre gebaut, um den im Kohlekraftwerk Peenemünde erzeugten Strom, der nach Auflösung der Heeresversuchsanstalt zum größten Teil nicht mehr auf Usedom gebraucht wurde, zum Festland abzuführen. Später wurde von dieser Leitung eine Stichleitung zum Umspannwerk Karlshagen errichtet.
Nachdem das Kraftwerk Peenemünde 1990 stillgelegt wurde, wurde die 110-kV-Freileitung vom Abzweig der Stichleitung nach Karlshagen zum Kraftwerk Peenemünde abgebaut, so dass die über die Peene führende 110-kV-Drehstromleitung nur noch das Umspannwerk Karlshagen speist.

### Verkehr

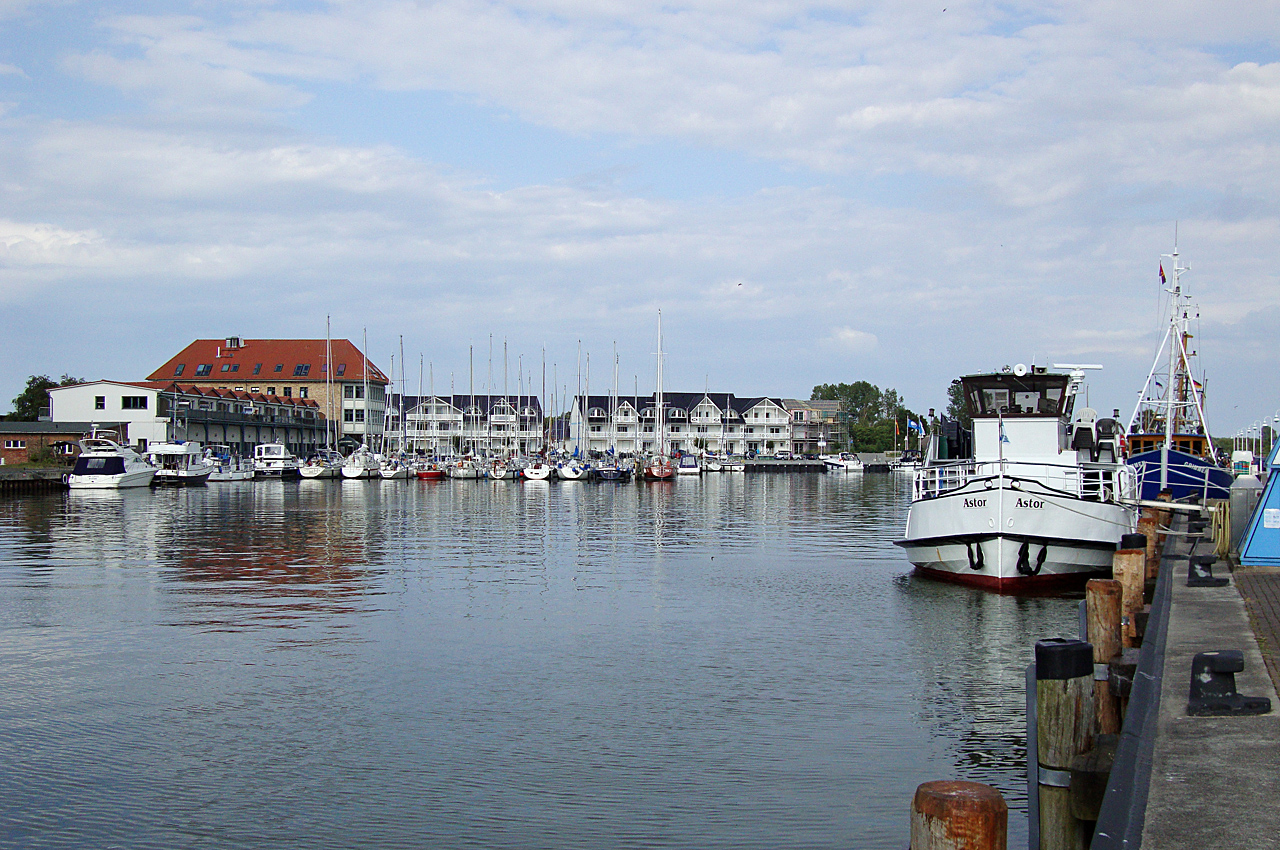
Hafen Karlshagen

Karlshagen liegt an der Landesstraße L 264 zwischen Peenemünde und Trassenheide.
Der Bahnhof Karlshagen liegt an der Bahnstrecke Zinnowitz–Peenemünde. Er wird von der Regionalbahnlinie RB 24 (Zinnowitz–Peenemünde) bedient. Der Haltepunkt Karlshagen Siedlung ist aufgelassen.
Der Hafen Karlshagen am Peenestrom ist der größte Hafen im deutschen Teil der Insel Usedom.

### Bildung
In Karlshagen befindet sich die Heinrich-Heine-Schule, eine Grund- und Regionale Schule. Die Regionale Schule ist als Ganztagsschule konzipiert.

### Tourismus und Sport

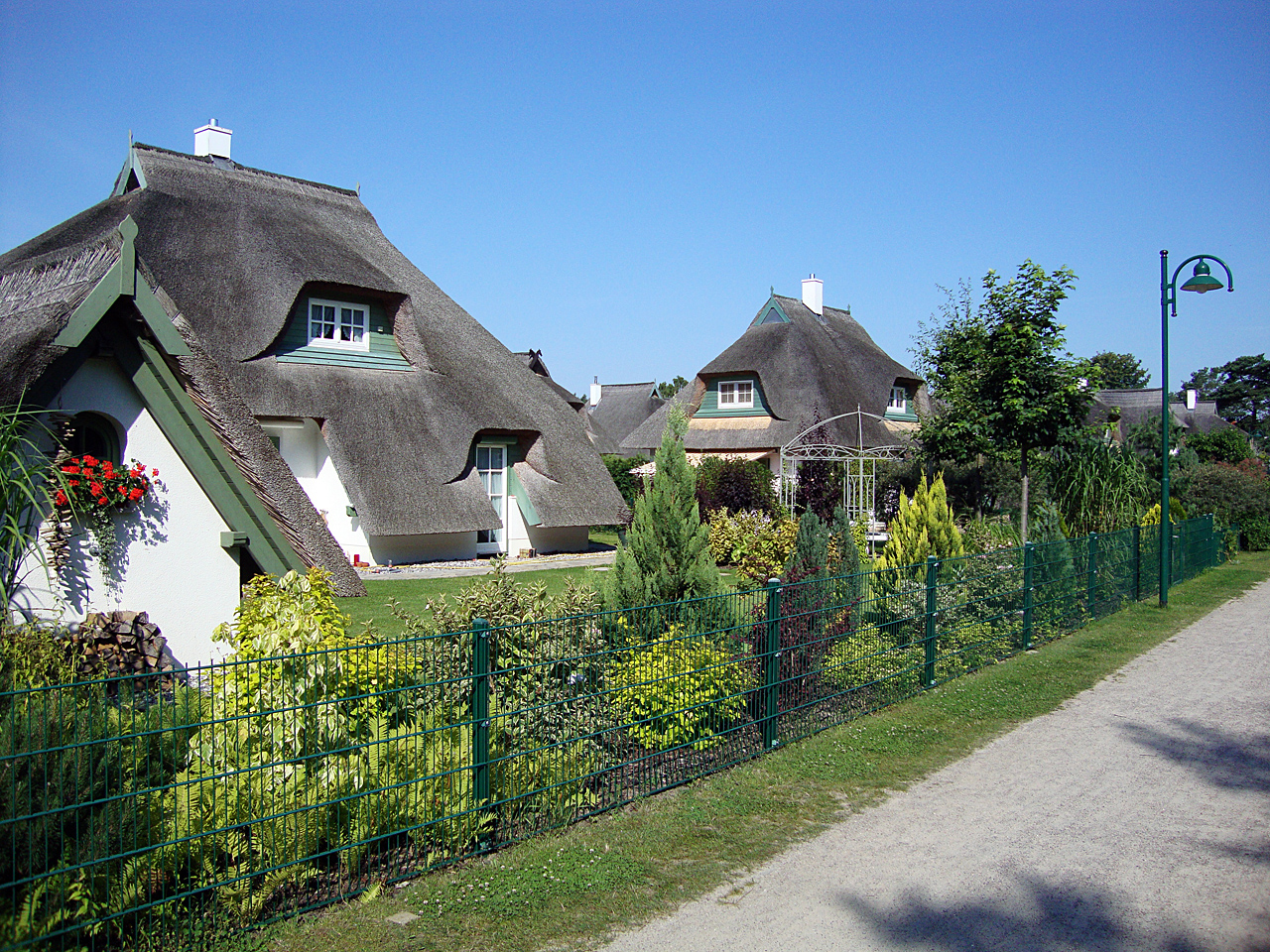
Ferienhäuser in Karlshagen

Der Tourismus ist für Karlshagen von erheblicher Bedeutung. Der Ort verfügte 2019 über 3751 Gästebetten und verzeichnete 2019 im kurtaxpflichtigen Zeitraum 569.594 Übernachtungen. Über 70 Prozent der Gäste kamen aus den neuen Bundesländern.
Unmittelbar in Strandnähe hinter den Dünen, im Dünenwald gelegen, erstreckt sich auf ca. ein Kilometer Länge mit dem Dünencamp ein ganzjährig geöffneter Campingplatz mit einer Kapazität von etwa 340 Stellplätzen. Am Ostufer des Peenestroms befindet sich einer der wichtigsten Yachthäfen Usedoms mit 112 Liegeplätzen.
Radwege führen vom Hafen nach Peenemünde mit Deich, Peeneblick, Ruinen der Peenebunker, Kämmerersee sowie von Peenemünde in Richtung Karlshagen mit Forsthaus, Ruine Alte Wache, Original-Haltestelle der Werkbahn, Verladeplatz für Baumaterial der HVP sowie Restbebauung der früheren Wohnsiedlung der Peenemünder Versuchsstellen mit Bahnhofstunnel.
Seit 2000 findet jährlich mit dem Usedom-Beachcup eines der größten Beachvolleyballturniere Europas am Strand des Ostseebades statt.

## Persönlichkeiten
- Addi Münster, eigentlich Jost Münster (* 1935), Jazzposaunist, Fußballfunktionär und Steuerberater